# Bus mastering
Bus mastering je ve výpočetní technice funkce, jejíž hlavní náplní je řízení sběrnice. To znamená, že procesor počítačového systému přechodně převezme kontrolu nad sběrnicí adaptéru karty, tzv. Master sběrnic. Podpora více architektur sběrnic umožňuje, aby zařízení připojené ke sběrnici zahájilo operaci v určitém čase a místě. Sběrnice Master funguje jako jakýsi most, nebo samostatný procesor. To je označováno jako úplné řízení sběrnice („First-party DMA“, „bus mastering DMA“) a značí to, že I/O zařízení je schopné provádět složitější sekvence operací bez zásahu CPU (např. kompletní obsluhu NFS) systém DMA řadiče (také známý jako periferní procesor, I/O procesor nebo kanál) vytváří přenos. To obvykle znamená, že I/O zařízení obsahuje vlastní procesor nebo mikroprocesor na rozdíl od „third-party DMA“. V jednoduché architektuře jen jeden procesor může být řídící sběrnicí. To znamená, že veškerá komunikace mezi („slave“), I/O zařízení musí zahrnovat procesor (CPU).
Pokročilejší architektury umožňují další prostředky (nebo více procesů), které se střídají v ovládání sběrnice. To umožňuje, například řadič síťové karty pro přístup k řadiči disku, přičemž procesor provede další úkoly, které nevyžadují sběrnice, např. načtení kódu ze své vyrovnávací paměti. To je patrné zejména u moderních multitasking operačních systémů, kdy se pozitivně projeví v odezvě, řízení sběrnice je činnost často spojena se signálem přerušení operačního systému. Řízení sběrnice PCI a AGP umožní více zařízení na sběrnici Master, a tím výrazně zlepšuje výkon pro operační systémy k běžnému použití. Typickými příklady jsou síťové karty, řadiče disku, zvukové karty, Video-Framegrabber a grafické karty, které mohou mít schopnosti řízení sběrnic.
Bus mastering teoreticky umožňuje, aby jedno periferní zařízení přímo komunikovalo s jiným, v praxi téměř všechny periferie zvládnou sběrnicí výhradně provést DMA do hlavní paměti.
Každý přístroj může řídit data na datové sběrnici i když je procesor čte z téhož zařízení, ale pouze řídící sběrnice řídí adresovou sběrnici a řídicí signály. Je-li více přístrojů, mohou ovládat sběrnice, je ale zapotřebí rozhodčí plán, aby se zabránilo většímu množství přístrojů pokoušející se řídit sběrnice současně. Řada různých systémů se používá pro tento účel; například SCSI má pevnou prioritou pro každý SCSI ID.
Direct Memory Access (DMA) je jednoduchá forma ovládání sběrnice, kde je I/O zařízení řízené CPU které čte nebo zapisuje do jedné nebo více souvislých bloků paměti a pak signál vede do procesoru.